# Білан Микола Іванович
Білан Микола Іванович (6 травня 1894 - ?) - підполковник Армії УНР.

## Біографія
Народився в Києві. Закінчив Немирівську гімназію (м. Немирів, Подільської губернії), 2-е Київське військове училище (1 травня 1915). З 3 липня 1915 р. - прапорщик 124-го піхотного Воронізького полку, у складі якого брав участь у Першій світовій війні. Був п'ять разів поранений. Нагороджений всіма орденами до Святого Володимира IV ступеня з мечами та биндою, Георгіївською зброєю (09.1917 р.). З 26 жовтня 1917 - штабс-капітан.
У 1917 р. брав участь в українізації 124-го полку (був перейменований на 124-й Український). 8 серпня - 3 вересня 1918 р. навчався в Інструкторській школі старшин. Згодом - командир сотні 40-го пішого Ізюмського полку та командир окремої комендантської сотні на Харківському та Сарненському фронтах Дієвої армії УНР. З 22 лютого 1919 р. - начальник окремої кулеметної сотні штабу Південно-Західного фронту (при штабі Північної групи) Дієвої армії УНР.
17 травня 1919 року потрапив у Луцьку до польського полону, перебував у таборах для військовополонених, звідки виїхав добровольцем до Північно-Західної білогвардійської армії генерала Юденіча. За спогадами самого М. Білана, очолював у цій армії Український полк. За даними російських дослідників (С. Волкова), з 10 липня 1919 р. був начальником команди піших розвідників 17-го Лібавського полку 5-ї Лівенської дивізії Північно-Західної армії (цілком ймовірно, що вся ця команда складалася з ветеранів Дієвої армії УНР). Після поразки Юденіча під Петроградом, перебрався до Польщі, звідти - в Україну.
З 26 лютого 1920 р. - командир сотні 1-го Рекрутського полку Дієвої армії УНР. З 2 квітня 1920 р. - командир 12-го стрілецького куреня 4-ї стрілецької бригади 2-ї стрілецької дивізії Армії УНР (згодом - 21-й курінь 7-ї бригади 3-ї Залізної стрілецької дивізії). З 21 серпня 1920 р. був приділений до 3-го кінного полку Армії УНР.
У листопаді 1923 р. повернувся до Радянської України. Подальша доля невідома.

## Вшанування пам'яті
28 травня 2011 року у мікрорайоні Оболонь було відкрито пам’ятник «Старшинам Армії УНР – уродженцям Києва». Пам’ятник являє собою збільшену копію ордена «Хрест Симона Петлюри». Більш ніж двометровий «Хрест Симона Петлюри» встановлений на постаменті, на якому з чотирьох сторін світу закріплені меморіальні дошки з іменами 34 старшин Армії УНР та Української Держави, які були уродженцями Києва (імена яких вдалося встановити історикам). Серед іншого вигравіруване й ім'я Миколи Білана.